# Otto Rötzscher
Otto Rötzscher (* 30. April 1891 in Halle (Saale); † 22. August 1932 in Chemnitz) war ein deutscher Politiker (SPD/KPD/KPO) und Reformpädagoge.

## Leben
Rötzscher, Sohn eines Dekorationsmalers, besuchte die Präparandenanstalt und das Lehrerseminar in Zschopau. Von 1910 bis 1917 war er Volksschullehrer in Niederlauterstein im Erzgebirge und in Geringswalde. Aus gesundheitlichen Gründen wurde er weder zum Militär- noch zum Kriegsdienst im Ersten Weltkrieg eingezogen. 1917 erhielt Rötzscher eine Stelle als Volksschullehrer in Chemnitz. Später war er Lehrer an der Chemnitzer Versuchsschule. Neben Fritz Müller (1887–1968) und Max Uhlig (1881–1954) zählte Rötzscher zu den maßgeblichen Personen der sächsischen Reformpädagogik.
1919 trat Rötzscher der SPD bei, im Herbst 1920 wurde er Mitglied der KPD. Bis 1924 fungierte er als Sekretär für Gewerkschaftsarbeit der KPD in Chemnitz. Im November 1926 wurde Rötzscher als Abgeordneter in den Sächsischen Landtag gewählt, dort war er Sekretär der kommunistischen Parlamentsfraktion. Er tat sich im Landtag insbesondere bei bildungs- und schulpolitischen Fragen hervor.
Rötzscher galt als Anhänger des rechten Parteiflügels und gehörte 1928/29 zu den fünf Abgeordneten des Sächsischen Landtags, die in Opposition zum ZK der KPD standen. Die engere Bezirksleitung Erzgebirge-Vogtland der KPD schloss Rötzscher deshalb am 14. Januar 1928 zusammen mit Arthur Schreiber und Robert Siewert aus der Partei aus. Der Beschluss wurde den Genossen am Folgetag während der Sitzung des Sächsischen Landtages mitgeteilt. Rötzscher wurde Mitglied der KPO, für die er auch bei den Sächsischen Landtagswahlen im Mai 1929 antrat. Auf die KPO entfielen jedoch nur 0,8 % der Stimmen und sie verlor damit ihre parlamentarische Repräsentanz. Im August 1930 wechselte Rötzscher zur SPD, trat aber politisch nicht mehr in Erscheinung. 
Der schwer an Tuberkulose erkrankte Rötzscher starb 1932 in Chemnitz.

## Schriften
- Die Kritik zum Reichsschulgesetzentwurf. Berlin [1928].

## Ehrungen
- 1945 wurde die Otto-Rötzscher-Schule (heute Evangelisches Schulzentrum) in Chemnitz nach ihm benannt.